# Kurubarahalli, Gauribidanur
Kurubarahalli là một làng thuộc tehsil Gauribidanur, huyện Chikkaballapur, bang Karnataka, Ấn Độ.